# Cămin (pentru foc)

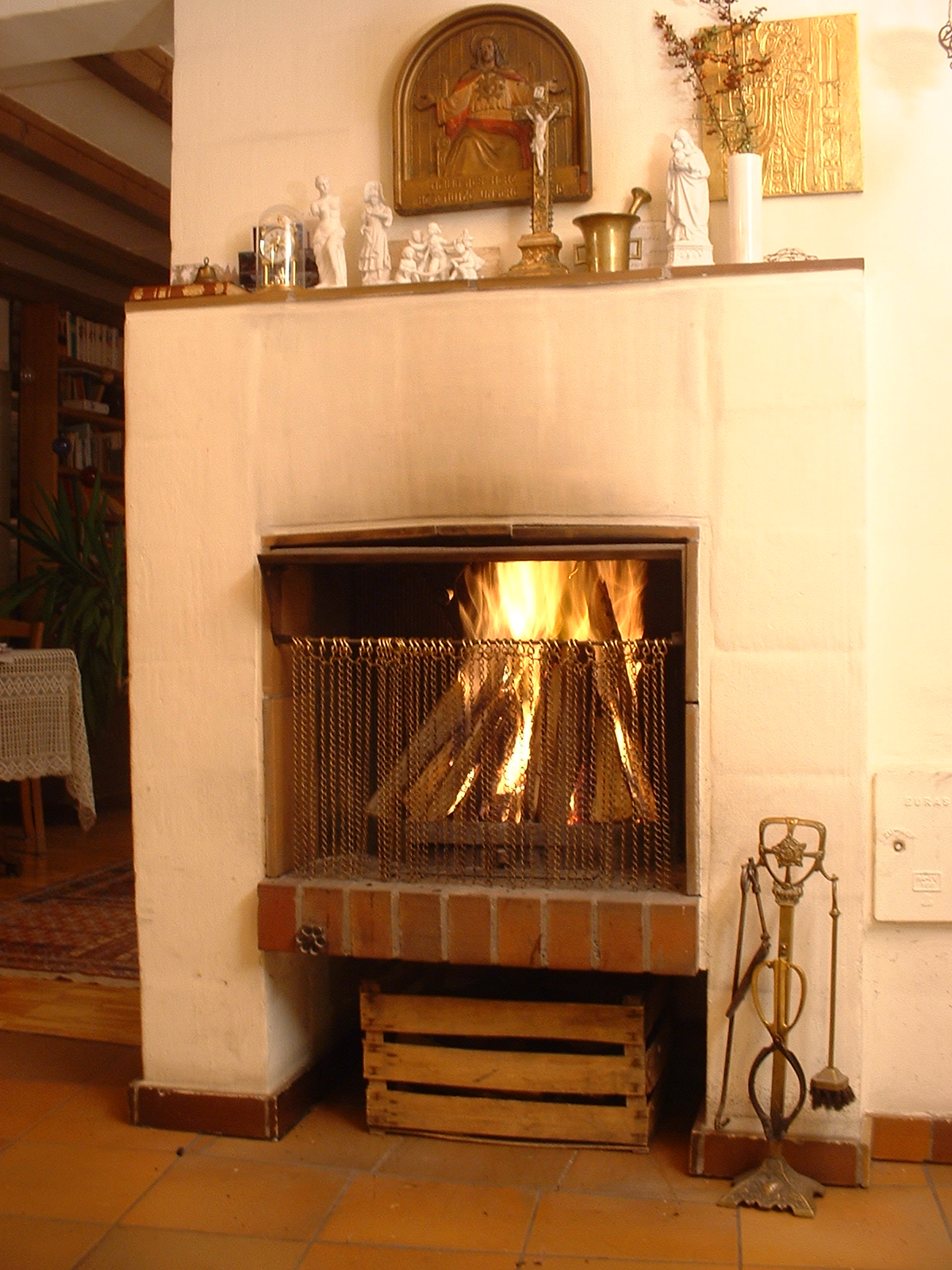
Șemineu modern

Șemineul sau căminul este o construcție compactă și solidă, realizată din piatră, cărămidă sau fontă, care prin arderea de combustibil (lemn, gaz sau brichete din rumeguș) degajă căldură.
Strămoșul șemineului are rădăcina adânc înfiptă în vechime. La început a fost o simplă construcție din bolovani de piatră așezată în mijlocul camerei iar fumul era evacuat printr-o simplă gaură făcută în tavan.
Mult mai târziu, datorită necesităților, omul a învățat să stăpânească sau să stârnească focul astfel perfecționând șemineul. În 1678 Prințul Ruppert a inventat sistemul care ventilează șemineul, iar după 1700 alte inovații, cum ar fi camera de convecție și sistemul de pompare a aerului proaspăt și cel de dirijare a aerului cald realizate de Ben Franklin au dus la mărirea eficienței calorice și a consumului de combustibil al șemineului. Astăzi, există o gamă largă de modele și metode constructive dar care au la bază același principiu și anume: aerul rece care intră sub camera de ardere și este încălzit de către foc apoi este evacuat în cameră astfel ajutând la confortul omului.

## Tipuri de șeminee
În funcție de rolul acestora și de tipul de combustibil folosit:
- Șeminee pe lemne - pentru încălzirea locuințelor cu ajutorul unui focar închis sau deschis, racordat la un coș de fum. Datorita vizibilității directe asupra arderii focului, este folosit și cu scopul de a crea o ambianță plăcută. Montat corect, obține un randament bun datorită combustibilului folosit și poate încălzi locuințe întregi prin distribuția aerului cald în toate camerele.
- Șeminee electrice - se reglează cu ajutorul telecomenzii și pot încălzi suprafețe relativ mici. Au avantajul de a fi ușor de utilizat, având și un rol decorativ datorită afișajului 3D.
- Șeminee tip centrală termică - cu aspectul unui șemineu clasic pe lemne, dar cu opțiunea de racordare la calorifere sau sistemul de încălzire existent în locuință.
- Bioșeminee - pe bază de combustibil ecologic bio-etanol, creează flacără adevărată dar fără a necesita coș de fum. Posibilitate de instalare în spații rezidențiale sau comerciale, hoteluri, restaurante etc.
- Șeminee pe gaz/GPL - arderea se face cu foc adevărat și necesită o evacuare concentrică asemănătoare centralei de apartament. Preferate datorită aspectului modern și ușurinței de utilizare.